# Condado de Oxford (Maine)
O Condado de Oxford é um dos 16 condados do Estado americano do Maine. A sede do condado é South Paris, e sua maior cidade é Oxford. O condado possui uma área de 5 634 km² (dos quais 252 km² estão cobertos por água), uma população de 54 755 habitantes, e uma densidade populacional de 10 hab/km² (segundo o censo nacional de 2000). O condado foi fundado em 1805.